# Anaxipha trigonidioides
Anaxipha trigonidioides är en insektsart som beskrevs av Lucien Chopard 1961. Anaxipha trigonidioides ingår i släktet Anaxipha och familjen syrsor. Inga underarter finns listade i Catalogue of Life.